# Cannes Man
Cannes Man (v anglickém originále Cannes Man) je americko-francouzská filmová komedie z roku 1996. Režisérem filmu je Richard Martini. Hlavní role ve filmu ztvárnili Seymour Cassel, Francesco Quinn, Rebecca Broussard, Johnny Depp a Treat Williams.

## Obsazení
| Seymour Cassel     | Sy Lerner          |
| Francesco Quinn    | Frank Rhinoslavsky |
| Rebecca Broussard  | Rebecca Lerner     |
| Johnny Depp        | sebe               |
| Treat Williams     | sebe               |
| Jim Jarmusch       | sebe               |
| Lara Flynn Boylová | sebe               |
| Ann Cusack         | Kitty Monaco       |
| Benicio del Toro   | sebe               |
| John Malkovich     | sebe               |
| Dennis Hopper      | sebe               |
| Chris Penn         | sebe               |
| Kevin Pollak       | sebe               |
| Jim Sheridan       | sebe               |
| Bryan Singer       | sebe               |
| Harvey Weinstein   | sebe               |